# PAP
Un protocol de autentificare a parolei (PAP) este un protocol de autentificare care folosește o parolă.
PAP este folosit de protocolul PPP pentru validarea utilizatorilor înainte de a le permite accesul la resursele serverului. Aproape toate serverele din sistemele de operare de pe dispozitivele de rețea suportă PAP.
PAP transmite parola necriptată în ASCII în rețea și de aceea este considerat nesigur. Este folosit ca ultima variantă atunci când serverul nu poate folosi un protocol mai puternic, precum CHAP sau EAP.
Autentificarea bazată pe parolă este o denumire generică pentru orice protocol în care două entități cunosc în prealabil o parolă și o folosesc ca bază pentru sutentificare. Există două feluri de scheme de autentificare cu parolă: slabe și puternice. Cele slabe necesită mai puțin efort computațional, designul este mai simplu, iar implementarea este mai ușoară, ceea ce le face mai potrivite pentru medii cu resurse limitate. De notat că această clasificare nu înseamnă neapărat că cele slabe sunt mai ușor de spart.

## Funcționare
- Clientul trimite numele de utilizator și parola (în engleză Authentication-request)
- Serverul trimite confirmare autentificării (în engleză Authentication-ack — dacă datele sunt OK) sau un mesaj negativ (în engleză Authentication-nak — dacă datele nu sunt OK)[1]

## Pachete PAP
Pachetul PAP inclus într-un cadru PPP are structura prezentată mai jos. Câmpul protocol are valoarea hexa 0xC023.
| Flag | Adresă | Control | Protocol (0xC023) | Conținut (tabelul de mai jos) | FCS | Flag |
| ---- | ------ | ------- | ----------------- | ----------------------------- | --- | ---- |

| Descriere              | 1 octet | 1 octet | 2 octeți | 1 octet            | Variabil           | 1 octet          | Variabil |
| ---------------------- | ------- | ------- | -------- | ------------------ | ------------------ | ---------------- | -------- |
| Authentication-request | Cod = 1 | ID      | Lungime  | Lungimea numelui   | Nume de utilizator | Lungimea parolei | Parolă   |
| Authentication-ack     | Cod = 2 | ID      | Lungime  | Lungime mesajului  | Mesaj              |                  |          |
| Authentication-nak     | Cod = 3 | ID      | Lungime  | Lungimea mesajului | Mesaj              |                  |          |